# Wiesbaden Taunusbahnhof

Der Taunusbahnhof vom Ende der Wilhelmstraße gesehen, im Jahr der Eröffnung der Taunus-Eisenbahn, 1840

Taunusbahnhof, dahinter die Rheinstraße

Wiesbaden Taunusbahnhof ist ein in den 1840er Jahren errichteter ehemaliger und abgegangener Bahnhof der Taunus-Eisenbahn in Wiesbaden.

## Geografische Lage
Der Kopfbahnhof lag an der Ecke Rheinstraße/Wilhelmstraße und war Beginn- und Endpunkt der Taunus-Eisenbahn, die Wiesbaden mit Frankfurt am Main verband. Damit war er das Pendant zum Frankfurter Taunusbahnhof am anderen Ende der Strecke.
An der Stelle steht heute das RheinMain CongressCenter.

## Empfangsgebäude
Das Empfangsgebäude stammte – wie alle anderen Hochbauten entlang der Strecke – von dem Mainzer Architekten Ignaz Opfermann. Es ähnelte sehr seinem Frankfurter Pendant am anderen Streckenende, war aber etwas kleiner: Hier wurde auf die Pavillons am Ende der Flügelbauten verzichtet. Auf dem zweigeschossigen Mittelbau stand auch hier ein Uhrturm. In der Mitte lagen Empfangshalle und Fahrkartenschalter, in den Flügeln Warteräume und Gepäckabfertigung.
Beim Empfangsgebäude erwies sich die Ausstattung dem stark zunehmenden Verkehr bald nicht mehr gewachsen. Kritikpunkte waren die ungepflegte Umgebung, ein Gewerbegebiet, was einer Kurstadt unangemessen war, und dass ein Fürstenzimmer fehlte. Bei Staatsempfängen bildeten der nicht gepflasterte Bahnhofsvorplatz und eine sich optisch dominant aufdrängende Güterhalle ein Ärgernis. Erst 1897 errichtete die Stadt Wiesbaden als Fürstenzimmer einen kleinen Anbau an dem Empfangsgebäude, der zum Bahnsteig hin auch nur mit einem Vorhang abgeschlossen war.

## Geschichte

Lage des Taunusbahnhofs um 1895

Blick auf die alten Bahnhöfe mit Gleisanlagen (um 1890)

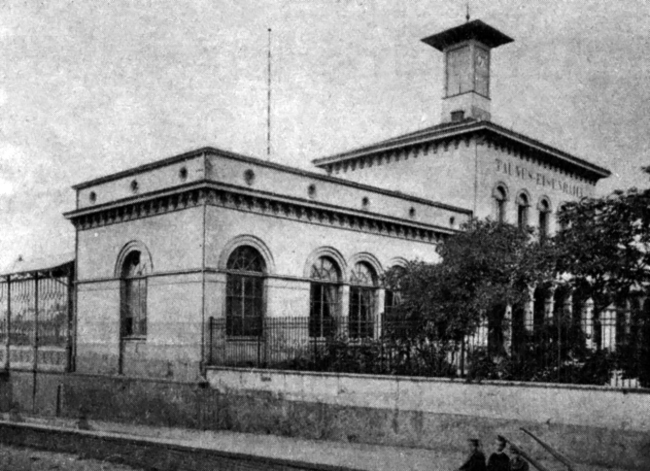
Das Empfangsgebäude des Taunusbahnhofs (um 1890)

Der Taunusbahnhof war der erste Bahnhof in der damaligen nassauischen Hauptstadt Wiesbaden. Die Eröffnung erfolgte zusammen mit dem letzten Teilstück der Taunus-Eisenbahn am 10. März 1840. Der planmäßige Betrieb zwischen Wiesbaden und Frankfurt wurde am 13. April 1840 aufgenommen. Mit seiner Eröffnung nur 4½ Jahre nach der ersten deutschen Strecke von Nürnberg nach Fürth im Jahre 1835 zählte er somit zu den Pionieren deutscher Bahnhöfe. Dies merkte man ihm allerdings wegen des stark wachsenden Verkehre auch schon bald an, so dass bemängelt wurde, dass er zu klein sei. Es wurde improvisiert, bis der Bahnhof schließlich 1906 durch den neuen Hauptbahnhof abgelöst wurde, der ca. 800 Meter weiter südlich – damals am Rand der Stadt – seinen Standort bekam. Die alten Bahnanlagen wurden abgebrochen.
Mit der Eröffnung des neuen Hauptbahnhofs am 15. November 1906 wurde der Taunusbahnhof geschlossen. Das Wiesbadener Tagblatt ließ kein gutes Haar an dem alten Bahnhof und schrieb:

„Er war niemals eine Schönheit; er hatte von jeher auf jede weltkurstädtische Eleganz verzichtet; er war eine Enttäuschung für jeden, der von dieser Seite aus zum ersten Mal den Fuß in die berühmte und tausendmal in den Himmel gehobene Kurstadt setzte. […] Er wäre zuletzt einfach eine Blamage für Wiesbaden gewesen, wenn ihn sein Greisenalter nicht entschuldigt und wenn der hervorragende Umstand, daß man es hier mit einem Veteranen der ersten deutschen Eisenbahnzeit zu tun hatte, nicht doch ein wenig zu seinen und einer hochlöblichen Eisenbahnbehörde Gunsten gesprochen hätte…“

Die Wilhelmstraße wurde 1910 nach Süden bis zur Ringstraße und zum neuen Hauptbahnhof in Form einer breiten Allee unter dem Namen Kaiserstraße verlängert (heute: „Friedrich-Ebert-Allee“). Auf den ehemaligen Gleisanlagen entstand nicht wie in Frankfurt ein dicht bebautes Wohnviertel (Bahnhofsviertel), sondern ab 1913 eine öffentliche Grünanlage (Reisinger-Anlagen und Herbert-Anlagen). An der Stelle des Bahnhofskopfs des Taunusbahnhofs und – in einer späteren Erweiterung 1969 des benachbarten Rheinbahnhofs – wurde 1957 die Rhein-Main-Halle eröffnet.

## Umgebung
In unmittelbarer Nachbarschaft entstanden zwei weitere Kopfbahnhöfe: der Rheinbahnhof als Endpunkt der Nassauischen Rheinbahn über Rüdesheim am Rhein nach Oberlahnstein (1857; das Gebäude wurde jedoch erst am 1. Oktober 1866 in Betrieb genommen) und der Ludwigsbahnhof als Endpunkt der Hessischen Ludwigsbahn über Niedernhausen (heute: Ländchesbahn) und weiter nach Limburg an der Lahn.